# Aidlingen
Aidlingen település Németországban, azon belül Baden-Württembergben. Lakosainak száma 9429 fő (2023. december 31.). Aidlingen Gechingen, Wildberg, Grafenau, Sindelfingen, Ehningen, Gärtringen és Deckenpfronn községekkel határos.

## Népesség
A település népessége az elmúlt években az alábbi módon változott:
| Lakosok száma | 3807 | 4687 | 6493 | 7732 | 7786 | 8831 | 9136 | 9123 | 8801 | 9429 |
|               | 1961 | 1967 | 1974 | 1980 | 1987 | 1993 | 2000 | 2006 | 2013 | 2023 |